# 히비키촌
히비키촌(響村)은 아키타현 야마모토군에 있던 촌이다. 현재의 노시로시 남동쪽 끝에 해당한다.

## 역사
- 1889년 4월 1일 - 정촌제 시행에 의해 주변의 촌들을 확장해 야마모토군 히비키촌이 성립하였다.
- 1955년 
  - 10월 19일 - 오전 10시 46분경 직하형 지진인 후쓰이 지진(M5.9)이 발생한다.건설 도중의 히비키 다리의 트러스가 낙하하는 등의 피해가 잇따랐다.
  - 12월 25일 - 후타쓰이정에 편입해, 동일 히비키촌이 폐지되었다.
- 2006년 3월 21일 - 후타쓰이정이 노시로시와 합병해, 새로운 노시로시가 성립하였다.